# 明解
| ウィキペディアには「明解」という見出しの百科事典記事はありません（タイトルに「明解」を含むページの一覧/「明解」で始まるページの一覧）。 代わりにウィクショナリーのページ「明解」が役に立つかもしれません。 |